# Lumpkin
Lumpkin é uma cidade localizada no estado americano de Geórgia, no Condado de Stewart.

## Demografia
Segundo o censo americano de 2000, a sua população era de 1369 habitantes.
Em 2006, foi estimada uma população de 1239, um decréscimo de 130 (-9.5%).

## Geografia
De acordo com o United States Census Bureau tem uma área de 4,1 km², dos quais 4,1 km² cobertos por terra e 0,0 km² cobertos por água. Lumpkin localiza-se a aproximadamente 145 m acima do nível do mar.

## Localidades na vizinhança
O diagrama seguinte representa as localidades num raio de 32 km ao redor de Lumpkin.